# Luke Lea (Politiker, 1783)
Luke Lea (* 21. Januar 1783 im Surry County, North Carolina; † 17. Juni 1851 bei Fort Leavenworth, Kansas) war ein US-amerikanischer Politiker. Zwischen 1833 und 1837 vertrat er den Bundesstaat Tennessee im US-Repräsentantenhaus.

## Werdegang
Luke Lea war der ältere Bruder des Kongressabgeordneten Pryor Lea (1794–1879) und der  Urgroßvater von US-Senator Luke Lea. Im Jahr 1790 kam er mit seinen Eltern in das Hawkins County im heutigen Tennessee, wo er die öffentlichen Schulen besuchte. Zwischen 1804 und 1806 war er Angestellter im Repräsentantenhaus von Tennessee. Im Jahr 1818 diente er während eines Indianerkrieges unter dem Kommando von General Andrew Jackson. Damals lebte Lea in Campbells Station, wo er einige lokale Ämter bekleidete.
Politisch schloss sich Lea zunächst seinem früheren Kommandeur Andrew Jackson an und wurde Mitglied der von diesem 1828 gegründeten Demokratischen Partei. Bei den Kongresswahlen des Jahres 1832 wurde er im dritten Wahlbezirk von Tennessee in das US-Repräsentantenhaus in Washington, D.C. gewählt, wo er am 4. März 1833 die Nachfolge von James Israel Standifer antrat. Nach einer Wiederwahl konnte er bis zum 3. März 1837 zwei Legislaturperioden im Kongress absolvieren. Diese waren von den Diskussionen um die Politik von Präsident Jackson bestimmt. Dabei ging es vor allem um die Durchsetzung des umstrittenen Indian Removal Act, die Nullifikationskrise mit dem Staat South Carolina und die Bankenpolitik des Präsidenten. Während seiner ersten Legislaturperiode im Kongress distanzierte sich Luke Lea von Jackson und dessen Partei und trat der 1835 gegründeten oppositionellen Whig Party bei.
Zwischen 1837 und 1839 war Lea als Secretary of State der geschäftsführende Beamte der Staatsregierung von Tennessee. Im September 1850 wurde er zum Indianerbeauftragten der Bundesregierung in Kansas ernannt. Dieses Amt bekleidete er bis zu seinem Tod am 17. Juni 1851 nahe Fort Leavenworth.